# Мангупская археологическая экспедиция
Мангупская археологическая экспедиция — археологическая экспедиция, проводящая планомерные ежегодные исследования крепости Мангуп и его округи. 

## Предыстория изучения Мангупа
Мангуп во все времена привлекал внимание путешественников, ещё в 1578 году первое описание крепости оставил Мартин Броневский в «Описании Татарии». В следующие столетия различные описания памятника оставили около трёх десятков известных путешественников, учёных и писателей. В сентябре 1853 года первые археологические раскопки провёл А. С. Уваров — от этого события принято вести научную историю изучения памятника. Археологические работы 1890 года, организованные учёным-германистом Ф. А. Брауном принесли несколько интересных находок, но велись без должного научного подхода (основной идеей Брауна были поиски готского следа на Мангупе) и современными историками их результаты оцениваются довольно критично. Также не на высоком археологическом уровне проходили раскопки инициированные директором Херсонесского музея Р. X. Лепером в 1912—1914 году, давшие выдающиеся находки (наиболее яркая часть коллекции из 287 предметов была отправлена в Санкт-Петербург). Но сам Лепер на Мангупе бывал редко, что сказалось на качестве анализа и обработки материала.
Археологические исследования Мангупа возобновила в 1938 году экспедиция Государственной Академии истории материальной культуры и Севастопольского музейного объединения под руководством Е. В. Веймарна, М. А. Тихановой и А. Л. Якобсона, но полномасштабных работ провести не удалось, были изучены дворец князя Алексея и, более полно, базилика (иначе — храм св. Константина и Елены). 
Идеологи нацистов нуждались в исследованиях Мангупа для исторического обоснования своего проекта Готенланд.  14 июля 1942 года городище Мангуп посетили СС-бригаденфюрер и генерал-майор полиции Людольф фон Альвенслебен в сопровождении полковника Генриха Отто Калька и писателя Вернера Боймельбурга, который написал отчет под названием «Готы в Крыму». По линии общества Аненербе археолог Герберт Янкун 18 августа 1942 года отправил в Крым своего сотрудника Карла Керстенадля  предварительногой осмотра и исследования крымско-готских древностей. 27 октября 1942 года в Крым приехал рейхсфюрер СС Г. Гиммлер. Он посетил Бахчисарайский музей, осмотрел хранящиеся там эпиграфические памятники Мангупа. Посетить Мангуп и Эски-Кермен ему не удалось из-за опасности крымских партизан.
По линии ведомства Альфреда Розенберга был привлечён профессор Рудольф Штампфус, также активно занимавшийся в сентябре 1942 года исследованием крымских пещерных городов в контексте готской истории. Однако далее посещений ознакомительного характера у немцев дело не дошло и раскопки не проводились. 
Вновь раскопки на городище начались только в 1967 году Мангупской экспедицией.

## Работа экспедиции
Работает с 1967 года по настоящее время, была организована Е. В. Веймарном на базе Крымского государственного педагогического института им. М. В. Фрунзе, в котором Веймарн вёл курс археологии, из студентов I курса исторического факультета — намечалось произвести зачистки уже исследовавшихся и выявленных довоенными разведками объектов. При расчистке руин базилики (считалось, что памятник практически полностью раскопан) случились неожиданные находки и раскопки храма продолжались до 2005 года. Вначале параллельно с Мангупской экспедицией раскопки проводила Горно-крымская археологическая экспедиция Уральского университета, после 1991 года вошедший в состав Мангупской. В 1968 году начались раскопки дворца мангупских князей Уральским отрядом, в 1970 году начались исследования цитадели на мысе Тешкли-Бурун. Исследовались следы хозяйственной жизни поселения, пещерных комплексов, в том числе пещерного монастыря в южном обрыве плато, известных ранее оборонительных сооружений и поиск остатков стен на необследованных прежде участках мысов и ущелий. В 1976 году экспедицию возглавил Александр Германович Герцен и находится на этом посту до настоящего времени. Работа экспедиции была сосредоточена на двух направлениях: глубоком доследовании крупных археологических памятников Мангупа — до 2005 года — цитадели на мысе Тешкли-бурун, в период 1992—1994 год и 1997—2005 год изучалась Константиновская церковь, в 2009—2013 году раскапывалась синагога в балке Табана-дере, в 2015—2016 году церковь Св. Георгия, до сих пор идут раскопки дворца правителей княжества Феодоро; вторым направлением работы являются охранно-археологические раскопки могильников и укреплений округи Мангупа.